# Тауэр-Хамлетс
Лондонский боро Тауэр-Хамлетс (англ. London Borough of Tower Hamlets, произношениео файле, буквально «Тауэрские деревушки») — один из 32 лондонских боро, находится во внутреннем Лондоне, прилегает к Тауэру и включает большую часть лондонского Ист-Энда. Тауэр-Хамлетс считается одним из самых этнически разнообразных районов в Лондоне, около половины населения в котором являются национальными меньшинствами, преимущественно бенгальцами.

## География
В состав боро входят следующие районы:
- Олдгейт (частично расположен в Сити)
- Бетнал-Грин (англ.)
- Блэкуолл (англ.)
- Боу (англ.)
- Боу Коммон (англ.)
- Бромли-бай-Боу (англ.)
- Кембридж Хит (англ.)
- Канэри-Уорф
- Доклендс
- Ист Смитфилд (англ.)
- Фиш Айленд (англ.)
- Глоуб Таун (англ.)
- Хакни Уик (англ., частично расположен в Хакни)
- Айл-оф-Догс
- Каббит Таун (англ.)
- Миллуолл (англ.)
- Лимаут (англ.)
- Лаймхаус (англ.)
- Майл-Энд (англ.)
- Олд-Форд (англ.)
- Поплар (англ.)
- Рэтклифф (англ.)
- Роуман Роуд (англ.)
- Шедуэлл (англ.)
- Шордич (англ., большая часть расположена в Хакни)
- Спиталфилдс
- Степни
- Уоппинг (англ.)
- Уайтчепел

## История
Район был сформирован в 1965 году, при образовании Большого Лондона, слиянием городов и районов Спиталфилдс, Уайтчепел, Бетнал-Грин, Уоппинг, Шедуэлл, Майл-Энд, Степни, Лаймхаус, Олд-Форд, Боу, Бромли-бай-Боу, Поплар и Айл-оф-Догс.

## Население
По данным переписи 2011 года в Тауэр-Хамлетс проживало 256 000 человек. Из них 19,7 % составили дети (до 15 лет), 73,2 % лица трудоспособного возраста (от 16 до 64 лет) и 7,1 % лица пожилого возраста (от 65 лет и выше).

### Этнический состав
Основные этнические группы, согласно переписи 2007 года:
56,3 % — белые, в том числе 46,9 % — белые британцы, 1,4 % — белые ирландцы и 8,0 % — другие белые (евреи, южноафриканцы, американцы, немцы);
26,9 % — выходцы из Южной Азии, в том числе 22,1 % — бенгальцы, 3,3 % — индийцы и 1,5 % — пакистанцы;
6,4 % — чёрные, в том числе 3,6 % — чёрные африканцы (нигерийцы, сомалийцы, ганцы), 2,3 % — чёрные карибцы (ямайцы) и 0,5 % — другие чёрные;
2,8 % — метисы, в том числе 0,8 % — чёрные карибцы, смешавшиеся с белыми, 0,9 % — азиаты, смешавшиеся с белыми, 0,4 % — чёрные африканцы, смешавшиеся с белыми и 0,7 % — другие метисы;
1,6 % — китайцы;
4,5 % — другие азиаты (вьетнамцы);
1,5 % — другие.

### Религия
Наиболее распространёнными религиями в боро являются ислам и христианство.
| Религия      | Тауэр-Хамлетс % | Лондон % | Англия % |
| ------------ | --------------- | -------- | -------- |
| Ислам        | 34,5            | 12,4     | 5,0      |
| Христианство | 27,1            | 48,4     | 59,4     |
| Индуизм      | 1,7             | 5,0      | 1,5      |
| Буддизм      | 1,1             | 1,0      | 0,5      |
| Иудаизм      | 0,5             | 1,8      | 0,5      |
| Сикхизм      | 0,3             | 1,5      | 0,8      |
| Другие       | 0,3             | 0,6      | 0,4      |
| Нет религии  | 19,2            | 20,7     | 24,7     |
| Не указана   | 15,4            | 8,5      | 7,2      |

## Достопримечательности
В Тауэр-Хамлетсе находятся известные на весь мир символы Лондона — Тауэр и Тауэрский мост. Здесь же находится Музей детства (филиал музея Виктории и Альберта). На Айл-оф-Догс расположился деловой квартал Кэнэри-Уорф, до 2012 года в нём находились три самых высоких здания Лондона.

## Галерея

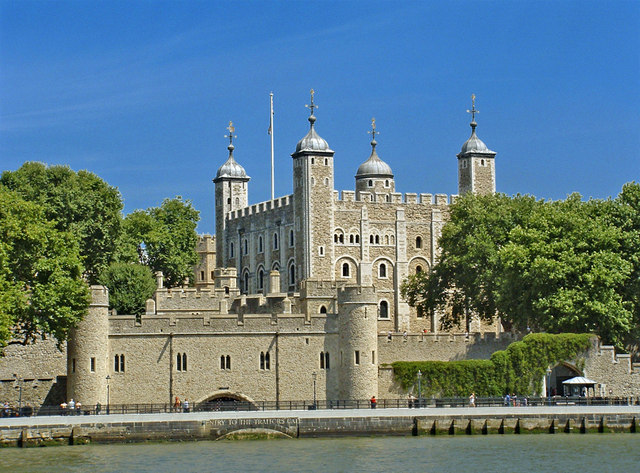
Тауэр
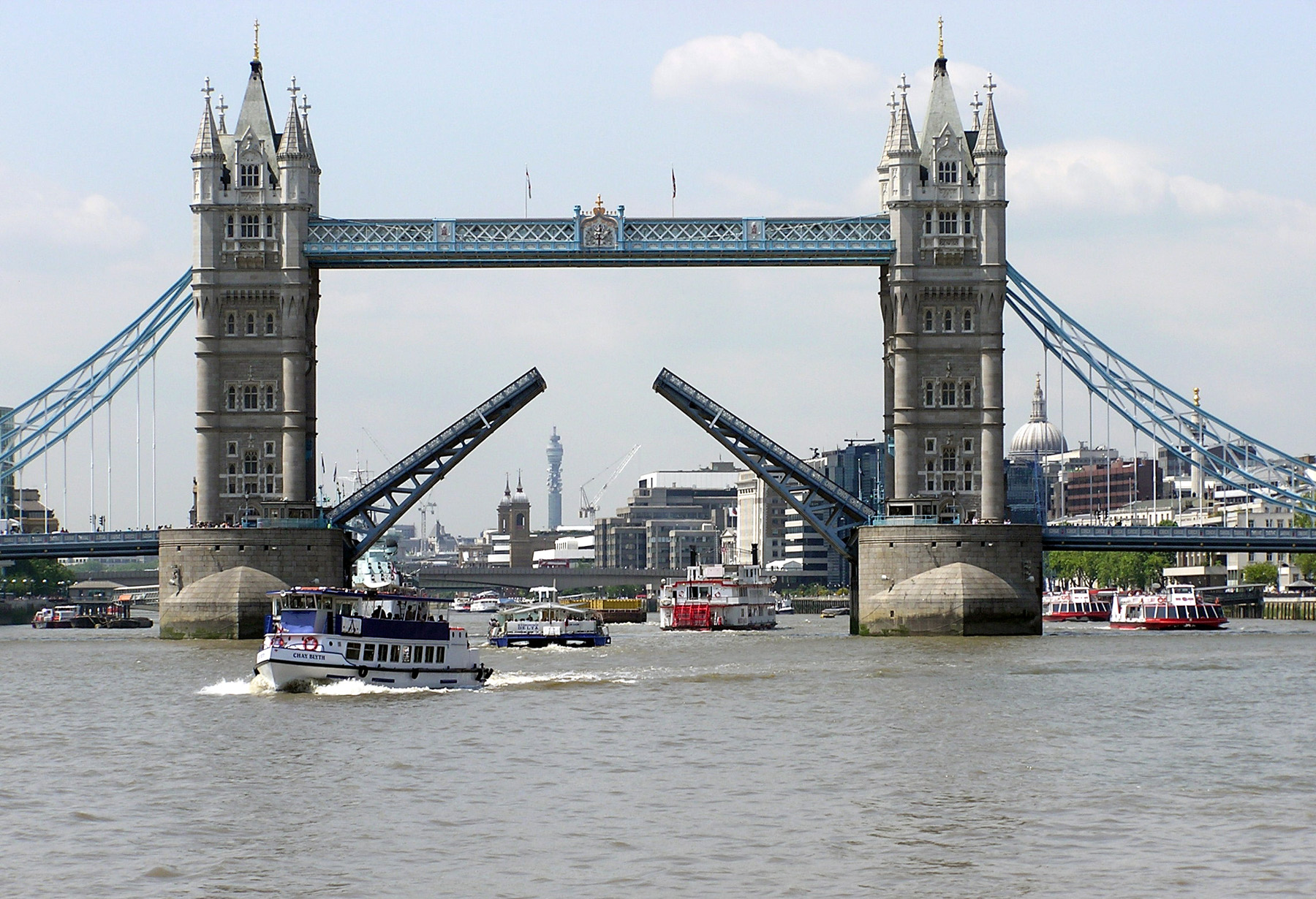
Тауэрский мост
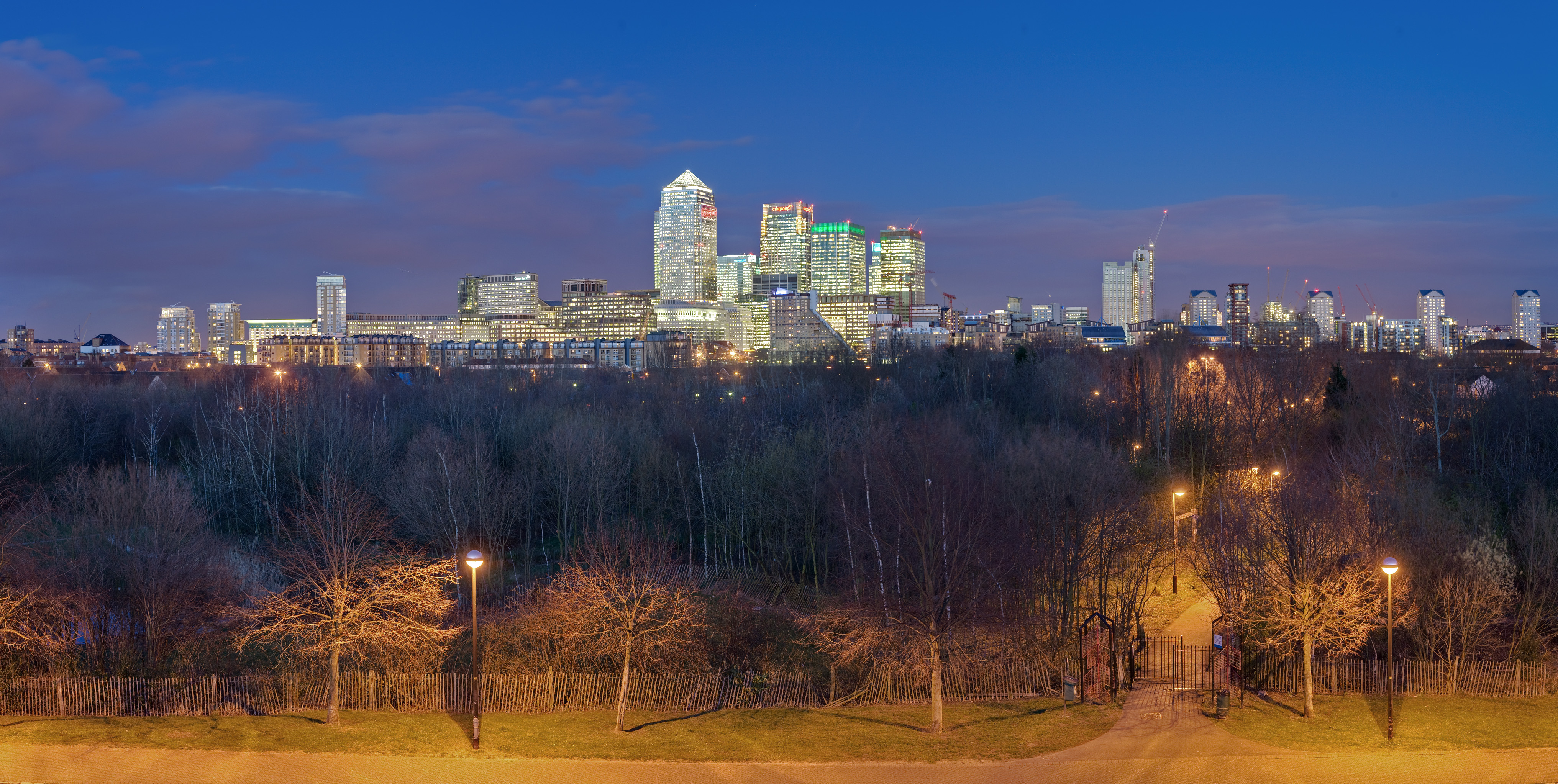
Айл-оф-Догс
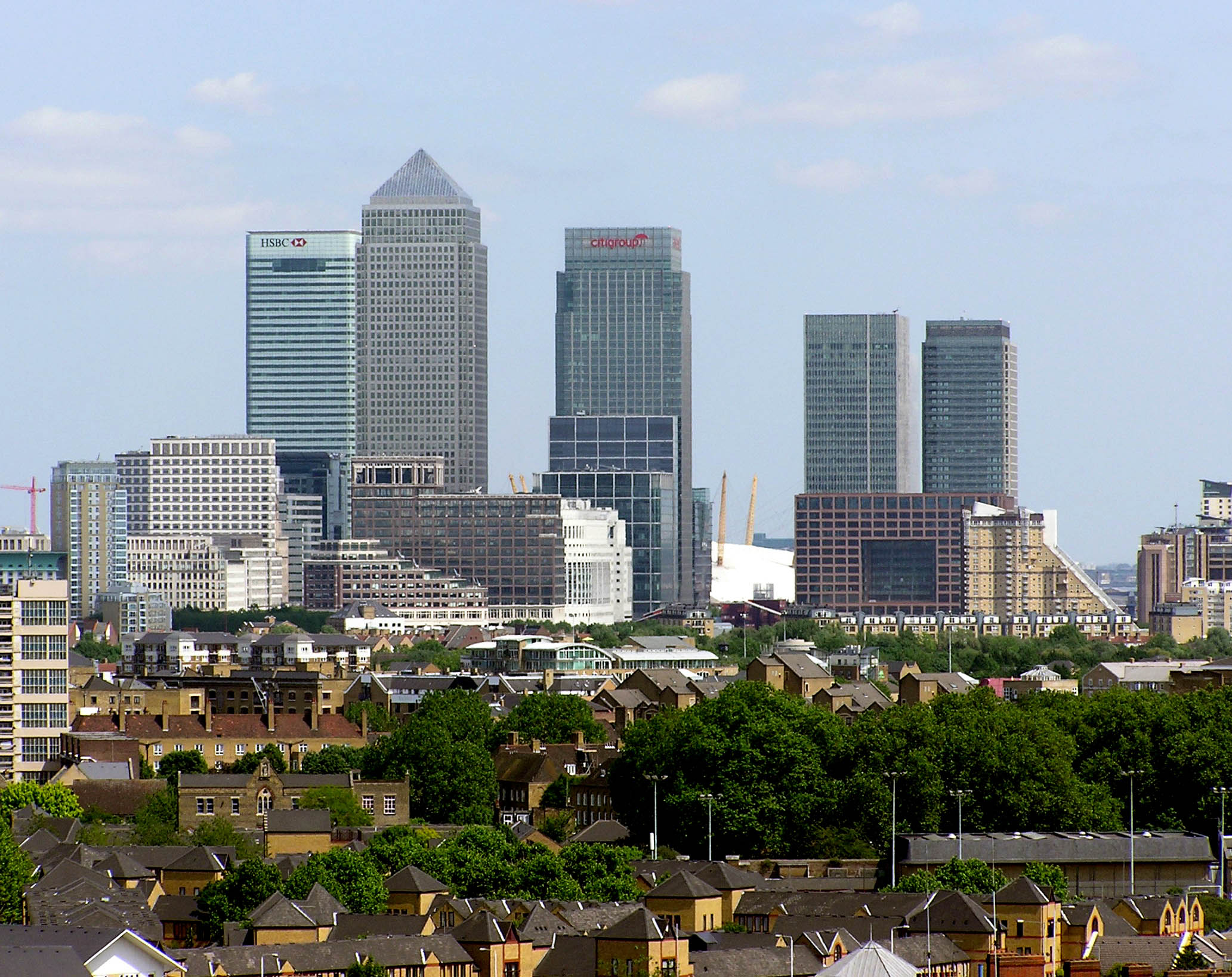
Кэнэри-Уорф
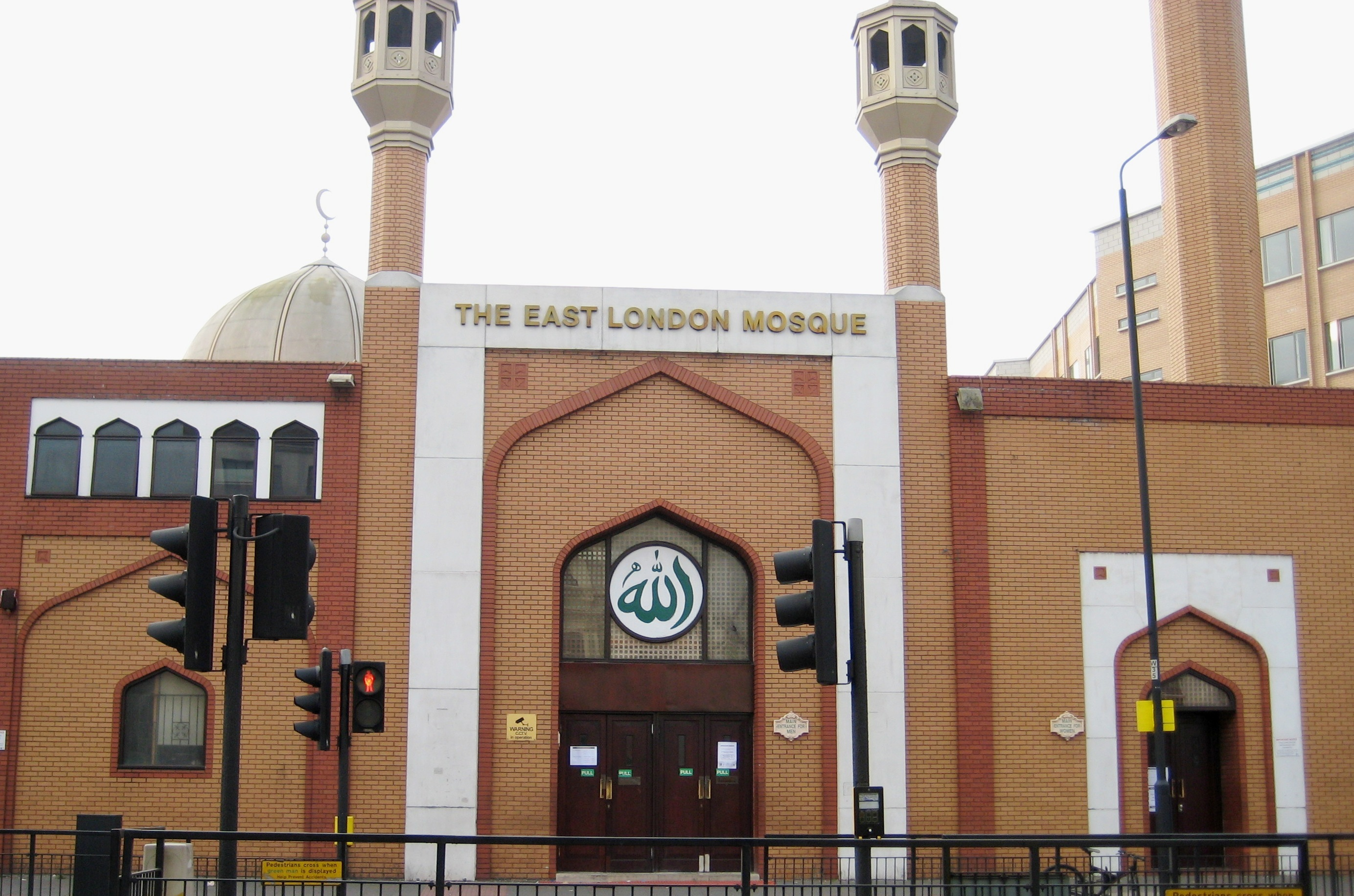
Мечеть Восточного Лондона, район Уайтчепел
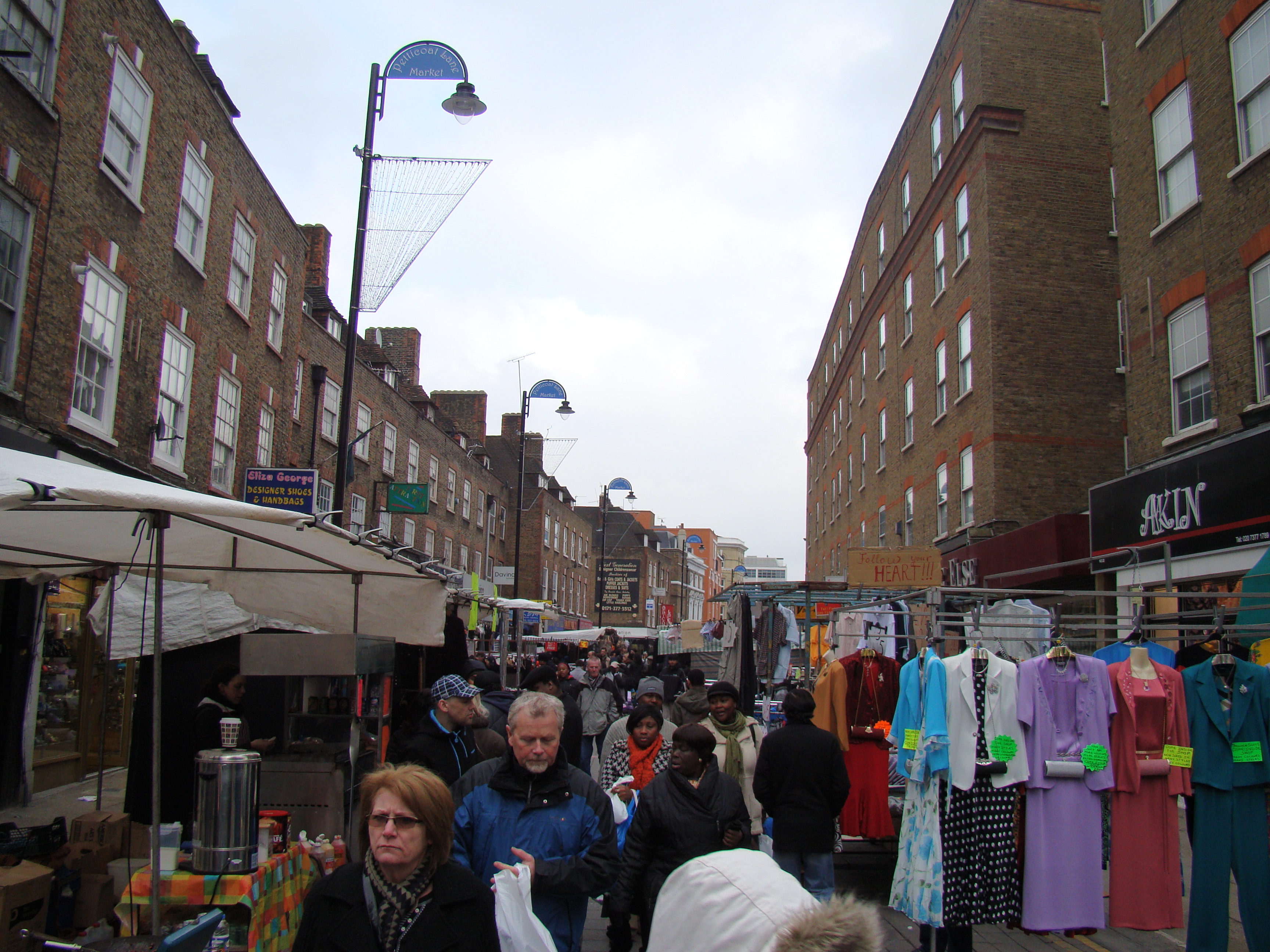
Рынок на Сент-Вентворт стрит